# باك-مان أند غالاغا دامنشنز
باك-مان أند غالاغا دامنشنز (بالإنجليزية: Pac-Man & Galaga Dimensions)، هي لعبة فيديو يابانية من نوع شوتم أب، وهي من تطوير ونشر شركة بانداي نامكو إنترتينمنت، صدرت اللعبة في الأسواق سنة 2011، وتعمل حصراً لمنصة نينتندو 3دي إس.